# Івановське (Ново-Ямське сільське поселення)
Івановське (рос. Ивановское) — присілок в Старицькому районі Тверської області Російської Федерації.
Населення становить 30 осіб. Входить до складу муніципального утворення Ново-Ямське сільське поселення.

## Історія
Від 2005 року входить до складу муніципального утворення Ново-Ямське сільське поселення. Раніше населений пункт належав до Роднинського сільського округу.

## Населення
| 1859 | 2002 | 2010 |
| ---- | ---- | ---- |
| 282  | ↘15  | ↗30  |